# Polyplectropus fuscatus
Polyplectropus fuscatus är en nattsländeart som beskrevs av Oliver S. Flint Jr. 1983. Polyplectropus fuscatus ingår i släktet Polyplectropus och familjen fångstnätnattsländor. Inga underarter finns listade i Catalogue of Life.